# Spy Kids 4: All the Time in the World
Spy Kids 4: All the Time in the World is een Amerikaanse jeugdfilm uit 2011, geregisseerd, geproduceerd, geschreven en door Robert Rodriguez. De hoofdrollen worden vertolkt door Jessica Alba, Alexa Vega, Daryl Sabara, Rowan Blanchard, Mason Cook en Jeremy Piven. De film is het vervolg op Spy Kids 3-D: Game Over, Spy Kids 2: The Island of Lost Dreams en Spy Kids.

## Het Verhaal
Marissa Wilson (Jessica Alba) is zwanger en klaar om met pensioen te gaan. Een jaar na haar pensioen komt Tick Tock (Jeremy Piven) op vrije voeten en deze krijgt het voor elkaar de tijd in de wereld sneller te laten lopen. De OSS doet een oproep aan Marissa Wilson om terug te keren als spion. Ondertussen wordt het huis van de familie Wilson aangevallen door de handlangers van Tick Tock. Marissa Wilson heeft in het huis een systeem aangebracht dat haar stiefkinderen Rebecca Wilson (Rowan Blachard) en Cecil Wilson (Mason Cook) in veiligheid zal brengen. Rebecca en Wilson worden door dit systeem naar het hoofdkwartier van de OSS gebracht. Hier komen zij erachter dat hun stiefmoeder en hun hond spionnen van de OSS zijn. 
Rebecca en Cecil wordt bij het OSS-hoofdkwartier opgevangen door oud-Spy Kid Carmen Cortez (Alexa Vega), Carmen laat aan de kinderen zien hoe zij ooit als Spy Kid is begonnen bij de OSS, maar dat het Spy Kids project wegens bezuinigingen is stopgezet. Rebecca en Cecil gaan zelf op onderzoek uit en komen erachter dat de directeur van de OSS Danger D'Amo (eveneens Jeremy Piven) de Time Keeper is. Cecil is een slimme jongen en ontdekt de geheime schuilplaats van de Time Keeper. Hier volgt een strijd tussen Rebecca en Cecil tegen de Time Keeper, Tick Tock en hun handlangers. Rebecca en Cecil worden bijgestaan door Marissa en Carmen. Dit alles wordt vastgelegd op beeld door Spy hunter Wilbur Wilson (Joel McHale), de man van Marissa (hij wist niet dat zij een spion was). Als hij de beelden terugziet en erachter komt dat zijn vrouw een spion is, gooit hij koffie over de laptop en vernietigt hij de originele band, hierna wordt hij ontslagen. Wilbur besluit om zijn familie te helpen nadat Argonaut (de hond van de familie en spion van de OSS) hem vertelt dat zijn kinderen in gevaar zijn. Tijdens de film draait het maar om één voorwerp: de Chronos Saffier, een ketting met een steen erin. Deze ketting is het enige hulpmiddel om de wereld te redden. Aan het einde wordt duidelijk dat Danger D'Amo dit allemaal doet omdat hij ooit jaren in de tijd heeft stilgestaan en daardoor geen tijd heeft kunnen doorbrengen met zijn vader. Cecil vertelt hem dat wat hij probeert onmogelijk is, maar desondanks stapt Danger toch in de tijdmachine en keert terug naar het verleden. Zodra Danger terugkeert uit het verleden is hij zwaar verouderd en zegt hij dat Cecil gelijk had en legt vervolgens de ketting op het Armageddon-apparaat en redt hiermee de wereld. Tick Tock (de slechte versie van Danger) pakt de ketting weer terug, maar wordt uitgeschakeld door Wilbur en gearresteerd door agenten van de OSS. Carmen en Juni zeggen tegen Rebecca en Cecil dat zij project Spy Kids weer willen opzetten en gaan leiden. De film eindigt met Rebecca en Cecil die te zien zijn als Spy Kids en kinderen over de hele wereld rekruteren.

## Rolverdeling
| Acteur                           | Personage                                           |
| -------------------------------- | --------------------------------------------------- |
| Jessica Alba                     | Marissa Wilson                                      |
| Joel McHale                      | Wilbur Wilson                                       |
| Rowan Blanchard                  | Rebecca Wilson                                      |
| Mason Cook                       | Cecil Wilson                                        |
| Jeremy Piven                     | Danger D'Amo/Tick Tock/Time Keeper/Vader van Danger |
| Alexa Vega                       | Carmen Cortez                                       |
| Daryl Sabara                     | Juni Cortez                                         |
| Danny Trejo                      | Uncle Machete Cortez                                |
| Belle Solorzano/Genny Solorzano  | Spy Baby                                            |
| Ricky Gervais (stem)/Elmo (hond) | Argonaut                                            |
| Jett Good                        | Jonge Danger D'Amo                                  |
| Chuck Cureau                     | Nieuwslezer                                         |
| Albert Im                        | Hoofd Wetenschapper                                 |
| Wray Crawford                    | Cameraman van Wilbur                                |
| Jonathan Breck                   | Baas van Wilbur                                     |
| Al Dias                          | OSS Agent #1                                        |
| Roger Edwards                    | OSS Agent #2                                        |
| Angela Lanza                     | Vrouwelijke OSS Agent                               |
| Chad Guerrero                    | Handlanger in busje                                 |
| Marci Madison                    | OSS Agent Fine                                      |

## Trivia
- Danger D'Amo is een anagram voor Armageddon, Het apparaat waar de tijd met kan worden stilgezet en sneller laten lopen.
- OSS staat voor Organization of Super Spies (Organisatie van Super Spionnen)